# Porț
Porț – wieś w Rumunii, w okręgu Sălaj, w gminie Marca. W 2011 roku liczyła 278 mieszkańców.